# Мала Црцорија
Мала Црцорија (мкд. Мала Црцорија) је насеље у Северној Македонији, у крајње североисточном делу државе. Мала Црцорија је у оквиру општине Крива Паланка.

## Географија
Мала Црцорија је смештена у крајње североисточном делу Северне Македоније, близу државне тромеђе Северне Македоније са Србијом и Бугарском. Од најближег већег града, Куманова, село је удаљено 80 km источно.
Село Мала Црцорија се налази у историјској области Славиште. Насеље је положено на јужним падинама планине Чупина, на преко 1.000 метара надморске висине.
Месна клима је планинска због знатне надморске висине.

## Становништво
Мала Црцорија је према последњем попису из 2002. године имала 112 становника. Од тога огромну већину чине етнички Македонци (100%).
Претежна вероисповест месног становништва је православље.